# 普魯士王國
普魯士王國（德語：Königreich Preußen，發音：[ˌkøːnɪkʁaɪ̯ç ˈpʁɔɪ̯sn̩] ⓘ）是一個由德意志人建立的王國，存在於1701年至1918年間。它是1871年德意志統一的最大推手，並是德意志帝國的領導者。雖然其國名為普魯士，但其首都柏林與统治基础位於勃蘭登堡侯国。
普魯士的統治者來自霍亨索倫家族。普鲁士王國的前身，勃蘭登堡-普魯士在勃蘭登堡選帝侯腓特烈·威廉的領導下迈出了走向强国行列的第一步，他也因此被稱為“大選帝侯”。普魯士繼續在此后不断发展，尤其是在腓特烈·威廉一世的第三個兒子、腓特烈大帝的統治期間。腓特烈大帝在發起七年戰爭（1756-63年）、對抗奧地利、俄羅斯、法國以及確立普魯士在德意志國家中的作用和將該國確立為歐洲大國的過程中發揮了重要作用。普魯士實力顯露後，被視為德意志諸國中的大國。在接下來的一百年中，普魯士繼續参加和贏得了許多戰鬥和許多戰爭。普魯士因實力強大，不斷試圖統一除瑞士外的其他德意志國家，而奧地利是否會被納入這樣一個統一的德意志領土是一個持續的問題（也被称为德国问题）。在拿破仑战争中，普鲁士先是在1806年的耶拿战役中惨败，但是随后展开了改革运动。在第六次反法同盟中，普鲁士和其他盟國合作，在莱比锡战役中取得了胜利。此戰不僅導致了拿破仑帝国的瓦解，同样大大唤醒了德意志各个邦国的民族意识。
德意志邦聯於拿破崙戰爭後的維也納會議上成立，德意志統一的問題在整個德意志地區引發了一系列革命，所有邦國皆希望擁有自己的憲法。建立聯邦的嘗試仍未成功，1866年德意志聯邦因其最強大的兩個成員國普魯士和奧地利之間爆發戰爭后解體。此后德国北部被普鲁士领导的北德意志邦联统一，並在五年中在普魯士結盟國家之間建立了更緊密的聯盟，而奧地利和德國南部的大部分地區仍然保持獨立。在普奧戰爭之後，北德意志聯邦被視為軍事力量聯盟，但其訂定的許多法律後來被德意志帝國使用。1870年爆发了普法战争，此戰拿破崙三世兵败被俘，並導致法兰西第二帝国解体。到了戰爭的後半部分，形勢已經對普魯士一邊倒，由於高漲的民族主義情緒，南德各邦自願放棄獨立，轉而加入北德意志邦聯，接受普魯士國王威廉一世的領導。1871年1月18日，在腓特烈一世於哥尼斯堡加冕為普魯士國王170年之際，威廉一世在鏡廳加冕為德意志皇帝。
普魯士被認為是統一的德意志帝國（1871-1918）的合法前身，也是今天德意志聯邦共和國的直系祖先。第一次世界大戰后，德国全面废除君主制，普鲁士王国被普魯士自由邦取而代之。1932年普鲁士政变由时任總統保羅·馮·興登堡和德國總理弗朗茨·馮·帕彭发动，以馮·帕彭為帝國專員取代普魯士自由邦的合法政府。纳粹上台后不断加紧中央集权，希特勒派出心腹戈林担任普鲁士内阁首长（自1933年直至二战结束），并将普鲁士的省改组为大区。普鲁士实际已名存实亡。在戰爭結束後，盟軍將普魯士王國的傳統視為軍國主義，並要求其為德意志國家體系讓路，於1947年2月25日正式廢除普魯士，戰前普魯士的11個省和行政區被劃歸蘇管區、西方管區、蘇聯和波蘭；普魯士作為一個政治實體徹底消失。其於1525年條頓騎士團大團長阿爾布雷希特進行世俗化改革、建立普魯士國家後至此共計422年。
德国在一战和二战中损失的土地绝大部分来自普鲁士王國东部的领土，这些前東部領土的歸屬在冷戰期間一直存在爭議，西德政府和德國保守派認為是《波茨坦協定》強加於德國之上的條款，所以始終予以否認，直到1990年兩德統一前簽訂的《最終解決德國問題條約》中才官方放棄這些領土。普鲁士王国对德国影响深远，今日有九个德国的联邦州都来自曾经普鲁士的领土，它同时留下了丰厚的文化遺產，德国政府因之设立了普魯士文化遺產基金會（Stiftung Preußischer Kulturbesitz）来进行组织管理，該基金會已成為世界上最大的文化組織之一。

## 歷史

### 升格為王
在大選帝侯腓特烈·威廉統治時期（1640年-1688年）日趨強盛。1701年，在西班牙王位繼承戰爭時，神聖羅馬帝國為了換取普魯士的支持，將普魯士公國升為普魯士王國。1701年1月18日，腓特烈三世在哥尼斯堡加冕為普魯士國王，稱腓特烈一世。
從法理上說，普魯士地區並不屬於德意志，因為其本來不屬於神聖羅馬帝國的疆界範圍。正因為其不屬於德意志地區，哈布斯堡皇帝才允許勃蘭登堡藩侯以此地為名稱王，否則神聖羅馬帝國境內將有兩個國王（哈布斯堡王朝的君主兼任神聖羅馬皇帝和波希米亞國王）。

### 國家肇造
剛從公國升格為王國的普魯士非常窮困，且尚未完全從三十年戰爭的蹂躪中恢復。其領土散布在1200公里（750英哩）寬的區域，從普魯士公國位於波羅的海東南沿岸的領土，到霍亨索倫中心地區的勃蘭登堡，再分布到位於萊茵蘭地區的克莱沃、馬克和拉文斯贝格等飛地。1708年，普魯士王國大約有三分之一的人口死於鼠疫。鼠疫於1710年8月蔓延到了普倫茨勞，但最終仍在其蔓延到首都柏林前被撲滅，而柏林和普倫茨勞的距離只有80公里（50英哩）遠。
瑞典在大北方戰爭（1700年-1721年）中被俄羅斯、薩克森、波蘭、丹麥-挪威、漢諾威和普魯士等國擊敗，象徵著瑞典在波羅的海南岸之統治的結束。在普魯士和瑞典所簽訂的斯德哥爾摩和約（1720年1月）中，普魯士獲得了瑞屬波美拉尼亞南部和斯德丁 (斯塞新)城。勃蘭登堡的霍亨索倫王朝在威斯特伐利亞和約簽定之後收復了自從1472年以來失去的波美拉尼亞公國，並設立了波美拉尼亞省。

就在此時，形勢被大選帝侯推到了高峰，容克地主（當地貴族）亦成立了普魯士軍隊。這個時代也見證了德國義務教育的提升。經濟史學家穆瑞·羅斯巴德博士寫道
這幾乎是巧合───歐洲第一個實施國民義務教育的國家，竟然是以專制臭名聞名的普魯士，也不是原來的意見所述───正如我們所見───路德和他的學說的絕對服從國家。正如特溫提曼先生所言：“國家干涉教育的開始幾乎是與普魯士的崛起同步。”
腓特烈·威廉一世國王於1717年建立普魯士的義務教育制度。

### 七年戰爭
1740年，普鲁士國王腓特烈二世（大帝）登基。藉口部分西里西亞地區的領土在1675年西里西亞公爵皮雅斯特王朝去世后应由当时的勃兰登堡（普鲁士的国王也是勃兰登堡选帝候）继承，而根据大陆法的继承条款规定，身为女子的奥地利的瑪麗亞·特蕾西亞无权继续占有该领土，於是腓特烈大帝便入侵西里西亞，也開啟了奧地利王位繼承戰爭。在迅速的占領了西里西亞之後，腓特烈大帝提出了假如瑪麗亞·特蕾西亞將該省的統治權轉交給他，將會保護她的建議。提議被女皇否決了，但是奧地利將要面對更多的敵人，而且腓特烈大帝最終仍在1742年的《柏林條約》獲得正式的割讓。
奧地利出人意料地进行反击。1744年，腓特烈二世再次入侵奧地利，以防止報復，並向奧地利索要波西米亞省。普魯士戰敗了，但法國向奧地利的同盟───大英帝國所施加的壓力導致了一系列條約和妥協，最終在1748年的愛克斯·拉夏貝爾和約重獲和平，並讓普魯士保住了大部分西里西亞地區的統治權。
由於羞辱地割讓西里西亞，奧地利只好努力維持與俄法兩國的同盟關係（「外交革命」），同時普魯士也不斷靠向英國的陣營。當腓特烈二世在原定計畫前幾個月，於1756年~1757年先發制人入侵薩克森和波西米亞時，引發了七年戰爭。
這場戰爭對普魯士的軍隊來講是一場艰苦的戰鬥，但他們最終仍可同時與大半個歐洲為敵並戰成平手，同時也向世人展現了腓特烈大帝的軍事天才。面對奧地利、俄羅斯、法國、瑞典等強敵來襲時，普魯士只有漢諾威（以及沒跟歐陸相連的大英帝國）這個盟友可以支援；腓特烈大帝成功的利用外交手腕防止了敵人在1760年10月前的大規模入侵，而俄羅斯亦短暫地占領過柏林和柯尼斯堡。局勢逐漸对普魯士變得嚴峻，直到俄羅斯的伊莉莎白過世（勃蘭登堡王室的奇蹟），这种状况才有所缓解。繼位者彼得三世解除了普魯士東線的壓力。瑞典也在大約同一時間退出了戰爭。 
當普魯士在博克施道夫戰役中擊敗了奧地利並依靠英國在殖民地戰線成功擊敗了法軍之後，普魯士終於結束了大陸上的戰事，並恢復到戰前的狀態。此一結果對於普魯士來講，作用是提升了它在德國各邦之間的地位，並升格為一個歐洲大國。腓特烈二世也對曾經普魯士最後得到的成功感到驚訝；之後他也在和平時期當了許多年的君王。

### 瓜分波蘭
18世紀時，位於普魯士東方及南方的波蘭立陶宛聯邦開始漸漸衰弱。由於驚訝的發現到，俄羅斯不斷增加在波蘭內政的影響，甚至可能將其併入俄羅斯帝國，腓特烈大帝於1772年提出了第一次瓜分波蘭的要求，以求讓俄羅斯、普魯士及奧地利三國間能達成權力平衡。普魯士王國獲得了波蘭皇家普魯士省的大部分（也包括了 厄姆蘭）；這些被占領的土地在接下來幾年內被併入西普魯士。新的領土連接了東普魯士省（這塊領土以前被稱為普魯士公國）及波美拉尼亞省，同時也將王國的東部領土完整的整合成一塊，而不再是飛地。 
腓特烈大帝於1786年死後，他的姪子腓特烈·威廉二世又繼續了第二次瓜分，並於1793年攫取了大塊的西波蘭領地。
1795年，波蘭王國不復存在，其大塊位於東普魯士南方的領土（包括華沙）被奪取，成為普魯士王國的一部份。普魯士在這些新的領土上建立了新西里西亞、南普魯士和新東普魯士三個省份。

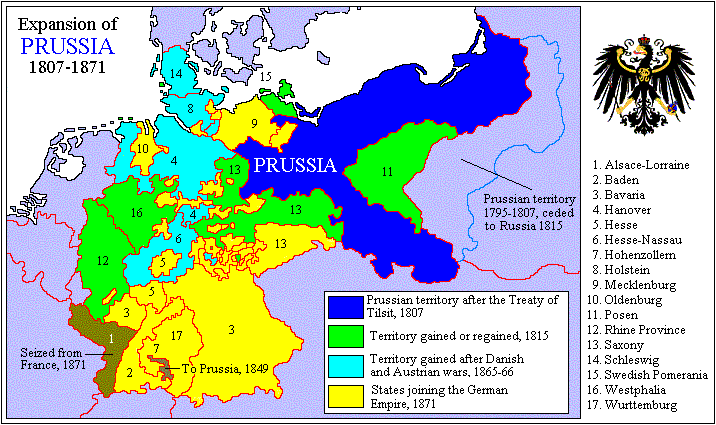
1807年-1871年間，普魯士王國的擴張

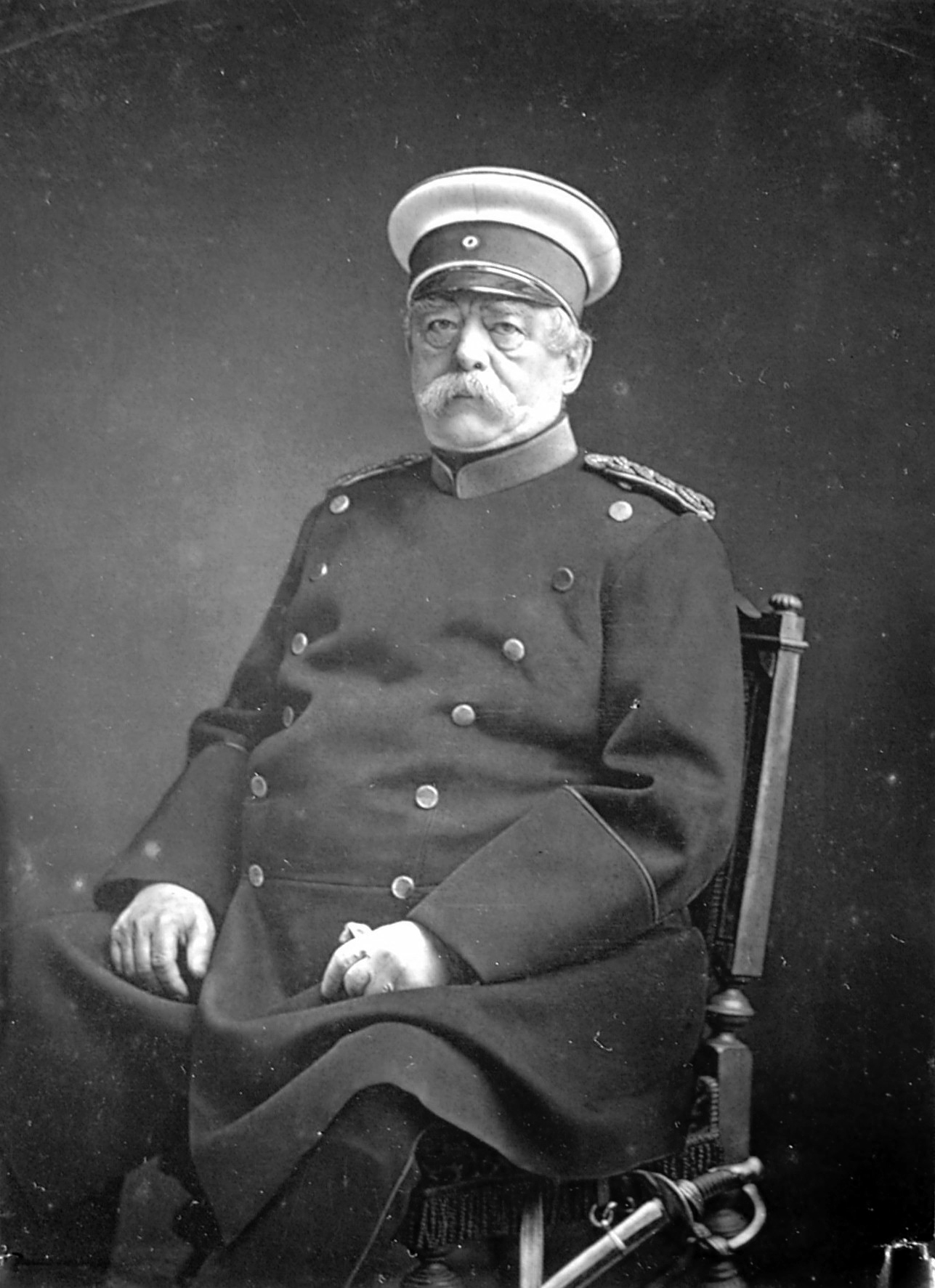
奧托·馮·俾斯麥

### 解放戰爭
1806年，神聖羅馬帝國因為奧地利被拿破崙擊敗而慘遭解散，持续千年的神圣罗马帝国就此终结。勃蘭登堡選帝侯（Kurfürst）之名變的毫無意義，亦被廢除。在此之前，霍亨索倫的君主有著許多的頭銜：從長老教會主席到國王、選帝侯、大公及多個他所統治地區的公爵等。1806年後，他只是個普魯士國王。
由於普魯士在1806年的耶拿會戰為拿破崙所敗，國王腓特烈·威廉三世曾被迫出逃，到达梅梅爾（今日的克萊佩達）。在1807年提爾西特條約中，普魯士喪失了一半的領土；其第二次及第三次瓜分波蘭時所得的領土被拿破崙建立了華沙公國，其易北河以西的領土全部丧失，并入了拿破仑弟弟热罗姆为国王的威斯特法伦王国。其餘的領土則被法軍占領，（在普魯士的犧牲下），而國王則被迫加入法國的同盟，同時也參加大陸系統。
在拿破崙伐俄敗歸之後，普魯士離開了法國的聯盟並加入第六次反法同盟的「解放戰爭」（Befreiungskriege），以反抗法國的占領。普魯士的軍隊在格布哈德·列博萊希特·馮·布呂歇爾元帥的帶領下，先是在1813年的莱比锡大败法军，随后於1815年滑鐵盧之役中徹底擊敗拿破崙。

### 戰後秩序
普魯士因擊敗法國有功，在維也納會議上獲得了補償。普魯士幾乎維持了1795年時的領土面積與人口數，得到40%的薩克森領土與大部分萊茵蘭地區；但大多在第三次瓜分波蘭時所得之領土卻被給予在俄羅斯統治下的波蘭會議王國。普魯士的領土重新被分割成兩塊不相連的飛地，而且大多數萊茵蘭的居民是天主教徒與中產市民，他們自由主義的精神與普魯士軍國主義的傳統扞格不入，造成國家統合上的很大困難。這反映普魯士在列強中敬陪末座的困境，有的歷史學家還認為，梅特涅等人把萊茵蘭劃分給普魯士，其實是對普魯士的「惡作劇」；當時沒有人會預料到萊茵蘭在1830年代會發現大量煤礦，躍升為德意志最重要的工業區，並且成為推動德國統一的重要動力。
由於得到了這些領土，王國重新組織了十個省份。除了東普魯士、西普魯士及波森三省之外的大部分區域成為新的德意志邦聯的一部份，以取代早已停止運作的神聖羅馬帝國。 
趁著1848年革命的動亂，普魯士於1850年吞併了霍亨索倫-錫格馬林根和霍亨索倫-黑興根兩國（兩國是由年輕的霍亨索倫家族成員所統治），將其重組為霍亨索倫省。

### 走向統一
在維也納會議過了半世紀後，德意志邦聯各邦之間出現了理念上的衝突：到底是要成立單一的德意志聯盟，還是要維持當前各小國及各王國的主權狀態？1834年成立的德意志關稅同盟將奧地利帝國排除在外，並提升了普魯士在各邦間的影響力。由於1848年革命，國王腓特烈·威廉四世被法蘭克福國民議會邀請成為德意志皇帝。腓特烈·威廉四世拒絕了邀請的理由是，革命議會不能授予皇家頭銜。但有另外兩個原因他必須拒絕：這樣做並沒有辦法結束奧地利和普魯士內部之間的權力鬥爭，而且所有普魯士國王（直到威廉一世都還是如此）都害怕成立的德意志帝國，因為那將意味著普魯士做為獨立的一個德國邦的終結。
1848年，丹麥進占石勒蘇益格和荷爾施泰因兩公國的行動，使得丹麥和德意志邦聯間爆發了第一次石勒苏益格戰爭（1848年–1851年）。丹麥在英国、俄国的支援下胜利，于是普魯士被迫尷尬地允許丹麥继续保持在此的地位。
1850年，腓特烈·威廉四世藉由他的權力頒布了普魯士王國的第一部憲法。這其實是被議會所迫。這份文件──在當時是適合，但以現在的標準來講有些保守──制定了兩院制的議會。下議院，或稱州議會是由所有的納稅人選出，這些人被分成三個階級，並已繳納稅的多寡來決定其投票的份量。女人和沒繳稅的人是沒有權利投票的。這樣會讓僅僅三分之一的人選出百分之八十五的席位，但卻保障了所有經濟狀況為小康的男人的權利。不久後即更名為光榮議院的上議會，其成員則是由國王指定。他保留極大的行政權力而且部長們只向他負責。（的確，普魯士國王一直到1910年以前都一直以君權神授說為基礎來統治國家）也因為如此，一些像容克地主等的貴族階級也被保留，尤其是在東部的省分更為明顯。
腓特烈·威廉四世於1857年精神崩潰，於是他的弟弟威廉親王便開始攝政。威廉親王追求一個較為中間的路線，並於1861年腓特烈·威廉四世死後獲得足夠的權力，並在他自己的權利下登基為威廉一世。然而，在他登上王位不久後，他便和議會在軍隊的規模問題上起了衝突。在議會中占多數的自由派拒絕了威廉欲增加軍隊數的要求，並扣留原本要撥給這項事務的預算。隨後雙方陷入了僵局，於是威廉開始認真考慮是否要放棄。他是放棄了，然而他卻說服了議會任命他的法國大使───奧托·馮·俾斯麥為首相。俾斯麥於1862年9月23日正式就任。
雖然俾斯麥有著不屈不撓的保守派的美名，但他最初仍傾向在預算問題上妥協。然而，威廉一世對此卻有些冷淡。由於被迫採取了對抗政策，俾斯麥想出了一種新的理論。根據憲法規定，由國王和議會共同負責預算。俾斯麥認為，既然他們未能達成協議，那議會中必定是有個"漏洞"，而政府必須按照舊的預算編列，繼續徵收稅款和支付資金以維持運作。因此普魯士政府能在1862年至1866年間不需新的預算即可運作，也讓俾斯麥能夠執行威廉的軍事改革。　
自由派強烈譴責俾斯麥的作為是違法的。然而，俾斯麥已經預見到德意志統一是無法避免的，但保守派勢力必須主動發起建立統一國家的運動，以避免理念被埋沒。他還認為，中產階級的自由派希望德國統一的程度，超過他們想打破傳統貴族力量的程度。因此，他開啟了以普魯士為首的目標來統一德國各邦，並率領普魯士在獲得三場戰爭的勝利後，最終實現了這個目標。
首先，普魯士於1864年挑起了第二次石勒苏益格戰爭，並成功地獲得奧地利的援助。丹麥完全被擊敗，於是只好恭敬地將石勒苏益格及荷爾斯泰因兩省割讓給普魯士及奧地利。

普奧戰爭（1866年）後的影響
----
普魯士王國
普魯士王國的盟國：義大利和14個德國境內邦國
奧地利帝國
奧地利帝國的盟國：11個德國境內邦國
中立邦國：列支敦斯登、林堡、盧森堡、羅伊斯-格賴茨、薩克森-魏瑪-艾森納赫、施瓦茨堡-魯多爾施塔特
普魯士獲得區：漢諾威、什勒斯維希-霍爾斯坦、黑森-辛德蘭、黑森-卡塞爾、拿騷和法蘭克福

石勒蘇益格及荷爾斯泰因兩省的管轄權的區分問題很快就引發了衝突。1866年，普奧戰爭（亦可稱為七周戰爭）爆發，普魯士聯合了皮德蒙-薩丁尼亞王國和不少德國北方的各邦，向奧地利帝國宣戰。奧地利領導的聯盟在戰敗後迅速崩潰，而其中有幾個邦（漢諾威王國、黑森大公國、拿騷公國和法蘭克福自由市）則為普魯士所占。本來是爭議地區的石勒蘇益格及荷爾斯泰因兩省，現在全都落入普魯士的控制當中。在獲得這些土地之後，普魯士王國便成功將本土及萊因蘭和威斯特伐利亞等地連成一氣。也正因如此，普魯士的領土擴張到有史以來最大的區域，並擁有三分之二左右的北德地區且所有領土皆非飛地。而這塊疆域則一直維持到1918年普魯士政權的終結為止。
俾斯麥利用這個機會了結了與議會之間的預算爭議。他提議一個讓政府可在跳過國會審核過程，自行編列預算的法案。他認為這將導致與他對立的自由派的分裂，而最後事實也證明了他是對的。雖然有一部份的人認為對憲政來講，不可能有任何妥協的原則能夠撼動它，但大多數的自由派仍決定支持該法案，希望以此在未來贏得更多的自由。 
德意志邦聯在戰爭中解體成好幾個部分。也正因如此，普魯士於1867年領導了北部主要的21個邦國組成北德意志邦聯。由於此組織中有五分之四左右的土地和人口都為普魯士所有，普魯士成為這個新組織的主導國家。邦聯憲法的制定則幾乎是由俾斯麥所操縱。行政權掌握在總統手中；政府是由普魯士國王按照世襲的權利所組建。他指定一名大臣只對他負責。此外還有兩個議院：下議院，或稱德意志帝國議會（Reichstag），是由所有男性選舉所組成；上議院，或稱德國聯邦參議院（Bundesrat）則是由各邦政府所指定而成。而上議院在實際運作時的權力較下議院來的大。普魯士擁有四十三分之十七的選票，因此可透過正常程序來控制其他盟邦。新聯盟所有的目的與意圖都是由俾斯麥主導。他自己所擔任的外交大臣的時間，幾乎占了他整個普魯士總理的任期，也因此他亦成為普魯士的參議院代表。
奧地利以外的南德各邦則傾向與普魯士結成軍事同盟，而普魯士也一一將他們納入北德意志邦聯。俾斯麥設想的小德意志統一至此距離實現的那天已不遙遠。雖然威廉國王一直想從奧地利那裡奪取領土，但最終仍被俾斯麥說服放棄。雖然俾斯麥希望奧地利未來在德國事務上無法插手，但他認為，奧地利在未來是一個有價值的盟友。 
統一戰爭的最後一幕───普法戰爭於1870年爆發。由於俾斯麥在埃姆斯電報中刻意地激怒拿破崙三世，於是法國向普魯士宣戰。德國盟邦繼普奧戰爭後再次被動員起來，一同對抗並擊敗了法國。在此之前，俾斯麥已完成最重要的工作───在普魯士領導下實現德國統一。贏得由愛國熱情所引發與法國間的戰爭意味著，普魯士掃除了妨礙德意志統一最大的阻礙，並於1871年1月18日（這天亦是腓特烈一世被加冕為普魯士國王的一百七十周年紀念），在巴黎外郊的凡爾賽宮鏡廳宣布德意志帝國的成立，而此時法國首都依然被包圍。威廉一世成為德國統一後的第一位皇帝。

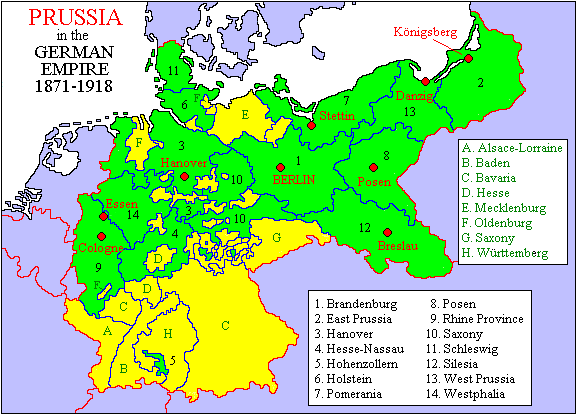
1871年–1918年於德意志帝國境內的普魯士王國

### 領導帝國

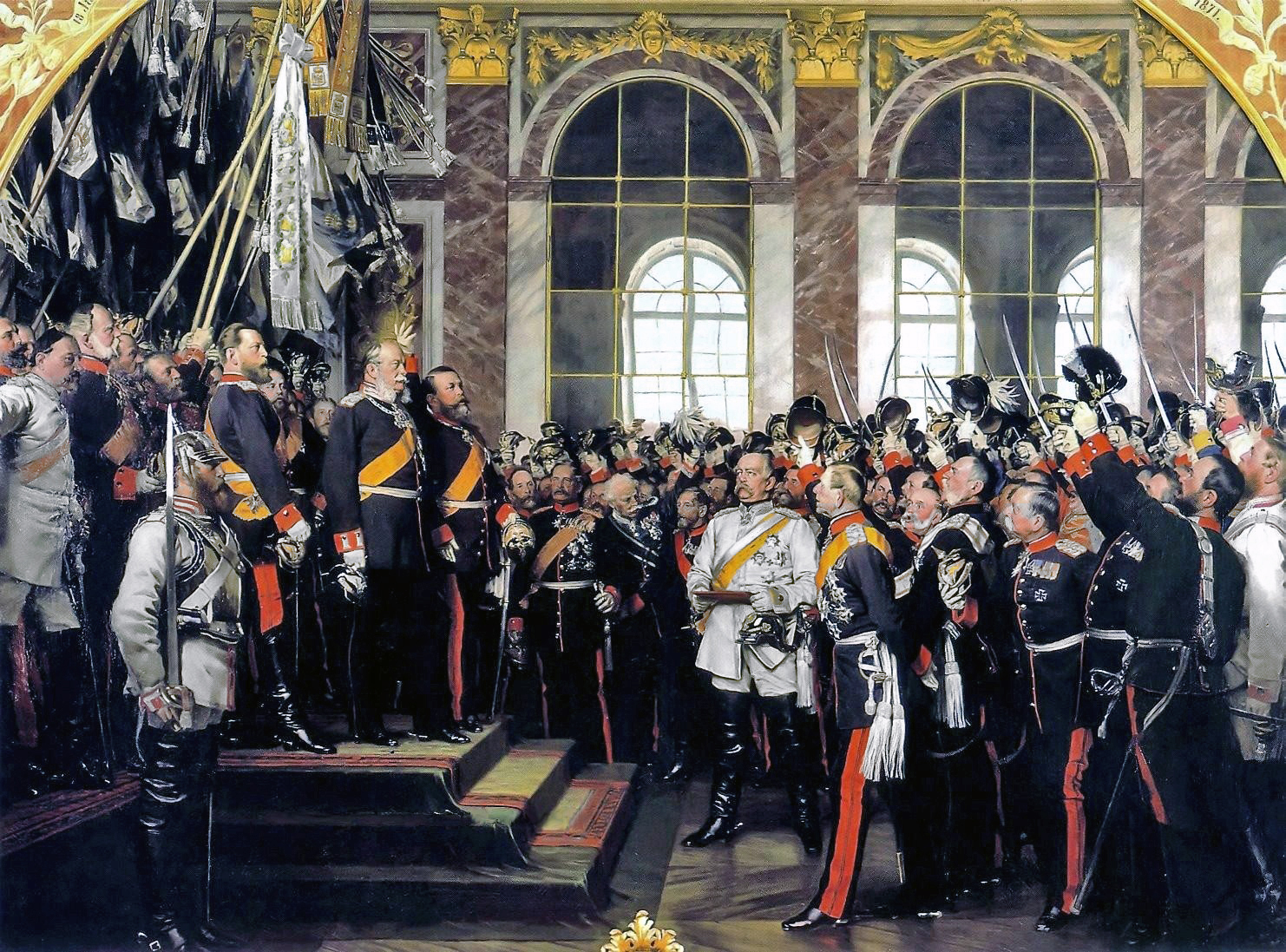
画作《德意志帝国宣告成立》，纪念了1871年1月18日帝国的建立。俾斯麥為衣着白色者。巴登大公立於威廉身後，領銜歡呼。時為儲君的腓特烈三世立於其父、正加冕皇帝的普魯士國王威廉一世右側，毛奇、羅恩、布盧門塔爾等人分列於後。安東·馮·維爾納作

俾斯麥的新帝國成為歐陸上最強大的國家之一。普魯士王國在新帝國中和在北德意志邦聯時期一樣占據主導地位。他的領土占了整個帝國的五分之三，人口則占了三分之二。霍亨索倫王朝世襲傳下的皇冠繼續成為帝國的皇冠。
然而，帝國和普魯士系統之間的差異卻成未來事務上問題的根源。帝國有個讓年滿25歲以上的男子皆可獲得平等選舉權的系統。然而，普魯士卻保留了具有限制性的三級表決系統，其中小康選民的選票權力是一般民眾的17.5倍。由於帝國總理除了兩任（1873年1月-11月以及1892年-1894年）兼任普魯士首相外，其餘大部分的時期國王/皇帝和普魯士首相/帝國總理都不得不由立法機關選舉產生，而上下兩議院的權力又是完全不同的。  
帝國剛建立時，普魯士和整個德國都還有大約三分之二的人口住在農村。在短短的二十年內情況就完全改觀了：城鎮人口佔了整個帝國的三分之二。然而，無論是在普魯士王國還是整個帝國，選區從未因新城鎮的人口增長而重新劃分。這意味著1890年代後，農村地區擁有太大的選票權力。
俾斯麥意識到歐洲其他國家必定對其強大的新帝國有所顧忌，於是他在柏林會議上表現出德國的熱好和平。新德意志帝國改善並加強了與英國之間的友好關係。當普魯士的腓特烈·威廉王子和維多利亞長公主於1858年結婚時，倫敦和柏林之間的聯繫就已經蓋上金色圖章。
威廉一世於1888年去世，王儲登基，是為腓特烈三世。這位親英的新皇帝計劃將普魯士和整個帝國順著英國的模式，變成更為自由與民主的君主立憲制。然而，他在位僅99天便去世了，緊接著上台的是他29歲的大兒子───威廉二世。作為一個男孩，威廉反抗他父母的努力將他塑造成自由主義派，並在俾斯麥的指導下徹底的普魯士化。新皇帝與英国及俄羅斯兩國王室的關係迅速惡化（儘管他們和威廉有很親的關係），兩國逐漸變成他的對手甚至最後成為敵人。

### 盛極而衰

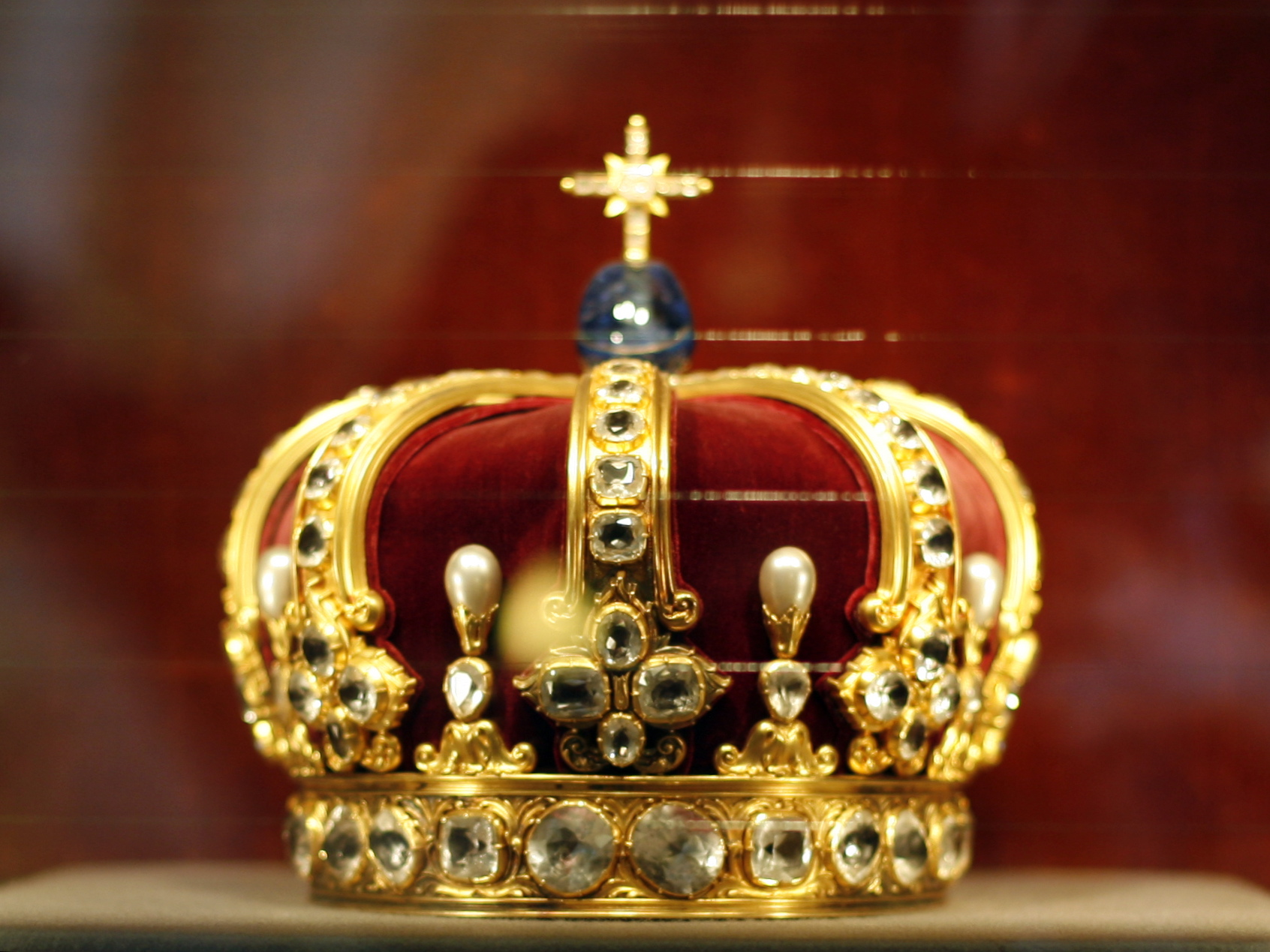
普魯士王冠（現藏於霍亨索倫城堡）

威廉二世於1890年將俾斯麥趕下台，並開始了大規模的軍事化以及冒險的外交政策，最終導致德國被國際所孤立。皇帝嚴重誤判奧匈帝國與塞爾維亞兩國衝突的形勢，於是馬上結束假期並開始軍事行動，將各國捲入這場戰爭，最後導致了災難性的第一次世界大戰（1914年-1918年）。由於布爾什維克急於退出戰爭，於是他們在1918年的布列斯特-里托夫斯克條約中，允諾將俄羅斯帝國的西部領土（其中有部分與普魯士接壤）割讓給德國。德國控制這些地區僅僅幾個月，就因德軍被擊敗以及爆發的德國革命所終止，而皇帝也在革命爆發後被迫退位及逃亡。
戰後的凡爾賽條約將戰爭責任強壓在德國身上，並簽訂於凡爾賽宮的鏡廳，也就是當初德意志帝國宣布成立之處。隨著威廉二世於1918年退位，普魯士王國被解散並替換成普魯士自由邦。1932年，在納粹崛起的大背景下，時任德國總統保羅·馮·興登堡應總理弗朗茨·馮·帕彭援引了威瑪憲法第48條，任帕彭為帝國專員取代普魯士自由邦的合法政府，由此解除了普魯士的行政架構。納粹時期，德國被分割為大區，原本的自由邦體制不復存在。1947年，盟軍以普魯士為軍國主義源頭和「萬惡之源」為理由廢除了普魯士，同時其東部的領土被波蘭和蘇聯瓜分，普魯士作為一個政治實體徹底不復存在。

## 政治
普魯士王國一直都是君主專制，直到1848年的革命後，普魯士才成為一個君主立憲的國家，而阿道夫·亨里奇·馮·阿尼姆-伯岑堡則被選為第一任的普魯士總理。在普魯士王國第一部憲法制定之後，兩院制亦形成了。下議院或稱州議會是由所有的納稅人選出，這些人被分成三個階級，並由已繳納稅的多寡來決定其投票的份量。這樣會讓僅僅三分之一的人選出百分之八十五的席位，但卻保障了所有經濟狀況為小康的男人的權利。不久後即更名為光榮議院的上議會，其成員則是由國王指定。他保留極大的行政權力而且部長們只向他負責。也因為如此，一些像容克地主等的貴族階級也被保留，尤其是在東部的省分更為明顯。普魯士秘密警察是由保守派政府所成立，用來輔助他們對抗1848年的革命。

## 宗教
1850年的普鲁士宪法允许良心自由、公共和私人礼拜自由以及与宗教团体结社的自由。它指出，所有教会和其他宗教协会都应独立于国家私下管理一切，政府的任何部分都不得影响教会。宪法还规定，所有儿童都应该从属于自己宗教信仰的人那里学习他们的宗教信仰，而不是其他人。
根据1800年代早期或中期进行的人口普查，在1830年代左右，分为六种宗教：每百万居民中，有609,427.0人信奉新教，376,177.1人信奉天主教，13,348.8人信奉犹太人，925.1人门诺派，121.4人信奉希腊东正教，0.6穆斯林。此时总人口为14,098,125人，这意味着大约有8,591,778人信奉新教徒、5,303,392人信奉天主教徒、188,193人信奉犹太人、13,042人门诺教徒、1,712名希腊东正教徒和8名穆斯林。
尽管新教路德教徒（以及一些加尔文教徒）占主导地位，但它在西方和波兰拥有数百万天主教徒。莱茵兰和威斯特伐利亚的部分地区有许多天主教徒。此外，西普鲁士、瓦尔米亚、西里西亚和波森省的人口主要是讲天主教的波兰语。东普鲁士南部的马祖里亚地区主要由日耳曼化的新教马祖尔人组成。

## 憲法
王国存在期间有两部宪法，即1848年和1850年。1848年宪法由腓特烈·威廉四世颁布并于1848年12月5日生效。这是为响应1848年的革命而制定的。第二部宪法于1850年1月31日颁布，并在随后的几年中不断进行修订。
1848年的宪法是在腓特烈·威廉四世的统治下制定的，腓特烈·威廉四世在他父亲于1840年去世后从他手中接过权力。威廉在掌权后任命了委员会来讨论各种问题的要点。有了这个，国王相信他可以在没有革命的情况下给人一种团结的感觉。然后，政府小心翼翼地召集了八个省议会的所有成员，并分成两院，一院是贵族院，另一院是骑士、市民和农民的三个阶层。尽管他们没有实权，国王也没有征求他们的意见，也没有允许他们否决或争论正在制定的立法机构，但这是朝着宪政国家迈出的一步。被称为“三月天”的根本变化开始发生。当国王拒绝将联合议会加入一个实际的代表机构时，人民开始反抗。3月18日，国王决定同意一些让步。然而，与士兵发生了多次对峙，因为他无法阻止他们攻击甚至和平的人群。三月，国王同意了人民提出的要求，并做出了一些让步。在1848年5月22日的大会上，他提出了新宪法的草图。人民于1848年7月26日提交了修订草案。当所有讨论结束后，腓特烈解散了国民公会，宪法于1848年12月5日正式实施。
宪法分为105条不同的条款，分为八个不同的标题。九个标题的标题是国家领土、普鲁士人的权利、国王、大臣、内阁、司法权、不属于司法阶层的公职人员、财政和公社、巡回、地区和省机构。每组的文章数量各不相同，第七和第九部分各只有一篇文章，第二部分有四十篇独立的文章。还有十四条，分为总则和暂行规定。

## 分區

1815年維也納會議後，普魯士王國的十個省份。其他德意志邦聯以米色顯示。位於西南方的納沙泰爾一直到1848年以前都還是在普魯士的統治之下

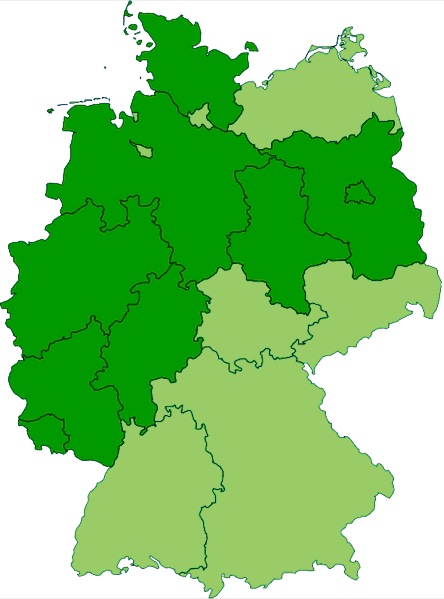
現在德國完全或幾乎在德意志帝國的普魯士王國舊邊界內的邦以綠色表示

普魯士王國原來的核心區域是由勃蘭登堡侯國和普魯士公國所組成的勃蘭登堡-普魯士地區。1653年，普魯士增加了早期波美拉尼亞省。在1720年及1815年兩度從瑞典取得瑞屬波美拉尼亞後，便與早期波美拉尼亞省合併成波美拉尼亞省。普魯士於1740年的西里西亞戰爭取得了西里西亞省。 
經過了1772年的第一次瓜分波蘭後，新增加的皇家普魯士和瓦尔米亞便成為西普魯士省，而普魯士公國（和一部份的瓦米亞城）則成為東普魯士省。其他內茲河附近的新占地區則成為內茲區。又再經過了1793年到1795年的第二次及第三次瓜分波蘭後，這些新占的領土被重整為新西里西亞、南普魯士及新東普魯士三省，同時內茲區被重新分配到西普魯士及南普魯士。這三個省份於1815年的維也納會議中被迫讓給波蘭會議王國，但南普魯士的西部被保留了下來，隨後併入波森大公國。
維也納會議後，普魯士奪取了更多西邊的領地，並將領地重整成10個行政區域（8個省份與2個大公國），每個行政區域又被分成更小的單位，也就是二級行政區（Regierungsbezirk）。那10個行政區域為：
- 勃蘭登堡省
- 東普魯士省
- 于利希-克莱沃-贝格省
- 下萊茵大公國
- 波美拉尼亞省
- 波森大公國
- 薩克森省
- 西里西亞省
- 西普魯士省
- 威斯特伐利亞省

1822年，于利希-克莱沃-贝格省和下萊茵大公國合併成萊因省。1829年，東西普魯士兩省合併成普魯士省，但是又於1878年重新分割回原來的兩省。同属霍亨索伦家族的霍亨索倫-錫格馬林根和霍亨索倫-黑興根兩個親王國於1850年被普魯士合并，隨後成為霍亨索倫省。
1866年普魯士於普奧戰爭獲勝後，新吞并的土地被重組成三個省份：漢諾威省、黑森-拿骚省和什勒斯維希-荷爾斯泰因省。

## 民族
普魯士王國以德意志人为主体民族，但是除了德意志人之外，該國還居住著许多少數群體。少數族群包括波蘭人（包括西普魯士的卡舒比人和東普魯士的馬祖里人）、普魯士立陶宛人（居於東普魯士）、索布人（居於盧薩蒂亞）、捷克人和摩拉維亞人（居於西里西亞）、丹麥人（居於石勒蘇益格）、猶太人、弗里西亞人、荷蘭人、瓦隆人、俄羅斯人、法國人、義大利人、匈牙利人以及其他民族。

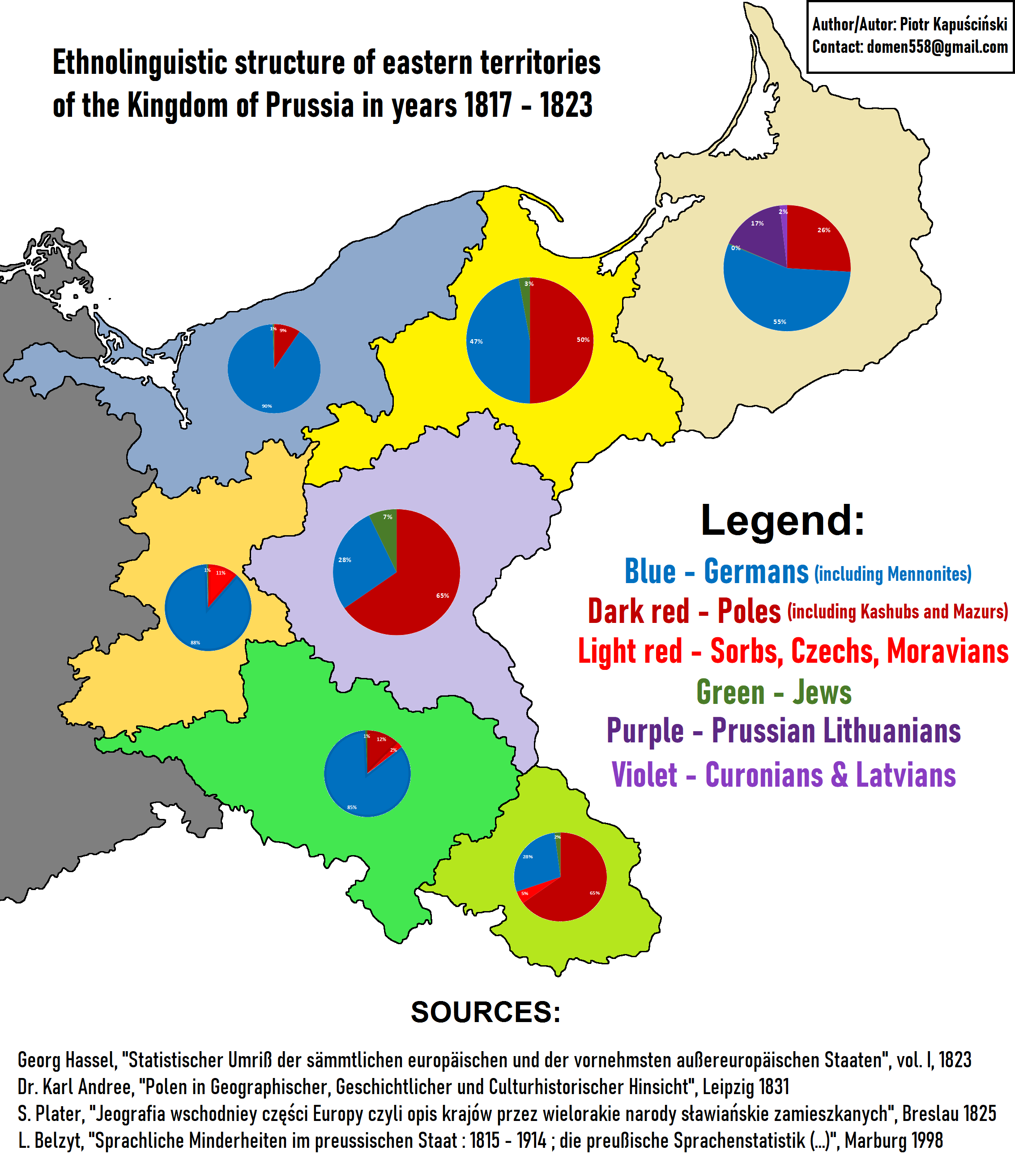
1817–1823年間普魯士東部地區的民族結構
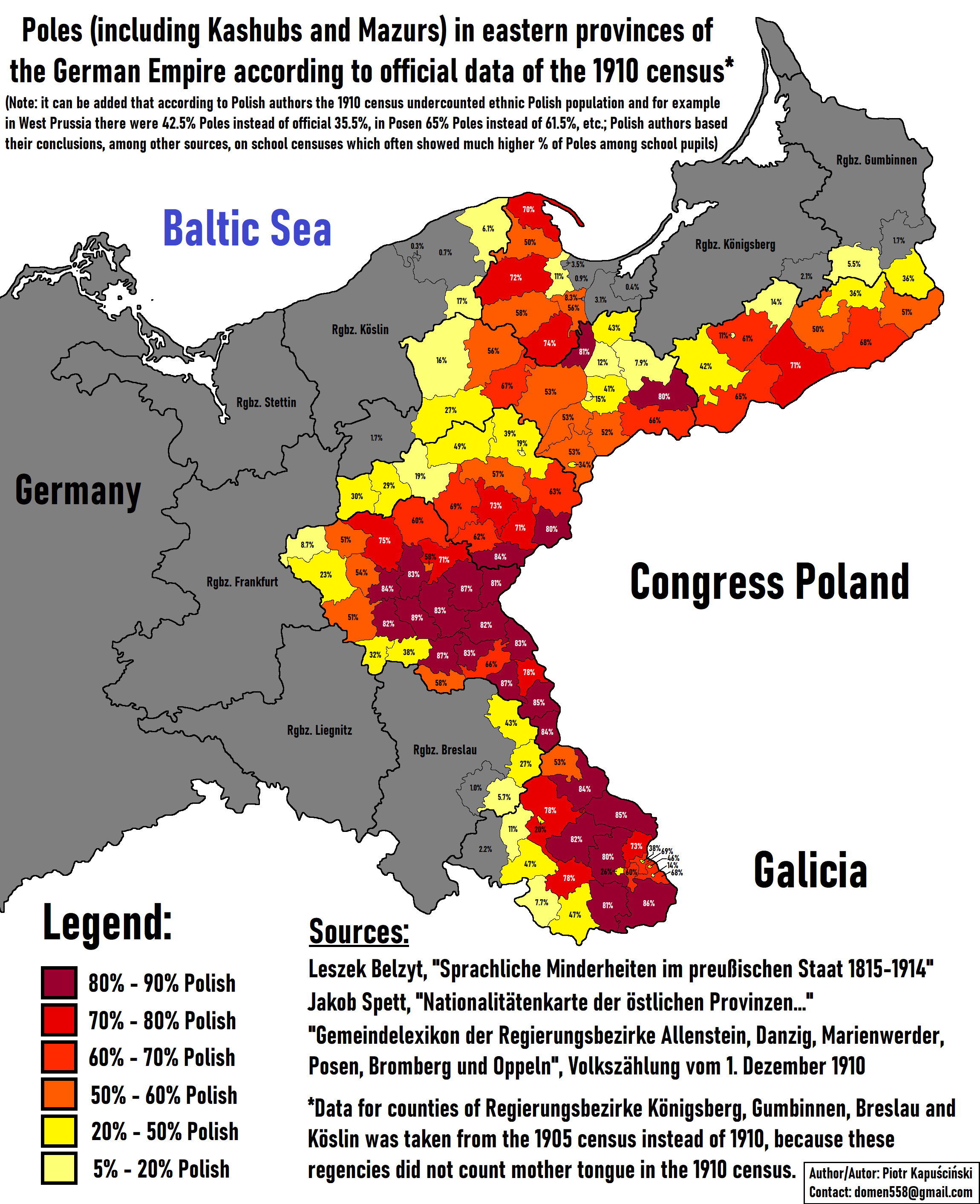
1910年德意志帝國東部省份的波蘭人分佈：   80%–90% 波蘭人   70%–80% 波蘭人   60%–70% 波蘭人   50%–60% 波蘭人   20%–50% 波蘭人   5%–20% 波蘭人

## 君主
以下为普鲁士王国的历代国王。普鲁士升格为王国是在腓特烈一世统治时期，他由于承诺要帮助神圣罗马帝国皇帝利奥波德一世，皇帝便把他的封号由选侯提为国王。在此之前，普鲁士曾建立过臣属于波兰的普鲁士公国，该公国后来与勃兰登堡选侯国合并。所有普鲁士君主均属霍亨索伦王朝。

### 正式國王
| 称呼                     | 生平                                   | 统治始         | 统治终                | 注释 | 王朝     | 肖像                             |
| ------------------------ | -------------------------------------- | -------------- | --------------------- | --- | -------- | -------------------------------- |
| 腓特烈一世 - 佣兵王      | 1657年7月11日 – 1713年2月25日（55歲）  | 1701年1月18日  | 1713年2月25日         | 腓特烈·威廉之子                                                                                            | 霍亨索伦 | Frederick I of Prussia           |
| 腓特烈·威廉一世 - 士兵王 | 1688年8月14日 – 1740年5月31日（51歲）  | 1713年2月25日  | 1740年5月31日         | 腓特烈一世之子                                                                                             | 霍亨索伦 | Frederick William I of Prussia   |
| 腓特烈二世 - 大帝        | 1712年1月24日 – 1786年8月17日（74歲）  | 1740年5月31日  | 1786年8月17日         | 腓特烈·威廉一世之子                                                                                        | 霍亨索伦 | Frederick II of Prussia          |
| 腓特烈·威廉二世          | 1744年9月25日 – 1797年11月16日（53歲） | 1786年8月17日  | 1797年11月16日        | 腓特烈二世之侄                                                                                             | 霍亨索伦 | Frederick William II of Prussia  |
| 腓特烈·威廉三世          | 1770年7月3日 – 1840年6月7日（69歲）    | 1797年11月16日 | 1840年6月7日          | 腓特烈·威廉二世之子                                                                                        | 霍亨索伦 | Frederick William III of Prussia |
| 腓特烈·威廉四世          | 1795年10月15日 – 1861年1月2日（65歲）  | 1840年6月7日   | 1861年1月2日          | 腓特烈·威廉三世之子，埃尔福特联盟主席（1849-1850）                                                         | 霍亨索伦 | Frederick William IV of Prussia  |
| 威廉一世                 | 1797年3月22日 – 1888年3月9日（90歲）   | 1861年1月2日   | 1888年3月9日          | 腓特烈·威廉四世之弟弟，腓特烈·威廉三世之次子。 兼任北德意志邦聯主席 (1867–1871) 及德意志皇帝 (由1871-1888) | 霍亨索伦 | Wilhelm I of Prussia             |
| 腓特烈三世               | 1831年10月18日 – 1888年6月15日（56歲） | 1888年3月9日   | 1888年6月15日         | 威廉一世之子，兼任德意志皇帝。 唯一普魯士君主在位少於一年                                                  | 霍亨索伦 | Frederick III of Prussia         |
| 威廉二世                 | 1859年1月27日 – 1941年6月4日（82歲）   | 1888年6月15日  | 1918年11月28日 (遜位) | 腓特烈三世之子，兼任德意志皇帝。 末代普魯士國王及末代德意志皇帝                                            | 霍亨索伦 | William II of Prussia            |

### 王位继承人
- 威廉二世，1918年－1941年
- 威廉皇储，1941年－1951年
- 路易·斐迪南王子，1951年－1994年
- 格奥尔格·弗里德里希王子，1994年至今

## 注解
1. ↑  .   [2007-05-02]. （原始内容存档于2018-12-26） （德语）.
2. 1 2  .   [2007-05-02]. （原始内容存档于2019-05-02） （德语）.
3. ↑  .   [2007-05-02]. （原始内容存档于2018-12-26） （德语）.
4. 1 2  羅斯巴德, 穆瑞N. . 奥本 (亚拉巴马州): The Ludwig von Mises Institute. 1999: 24–27. ISBN 0945466-22-6 （英语）.
5. ↑  普奧戰爭中屬於普魯士王國一方的邦國：安哈特、不萊梅、不倫瑞克、勞恩堡、利珀-代特莫爾德、呂貝克、漢堡、梅克倫堡-什未林、梅克倫堡-施特雷利茨、奧爾登堡、薩克森-阿爾滕堡、薩克森-科堡-哥達公國、施瓦茨堡-松德斯豪森、瓦爾代克-皮爾蒙特
6. ↑  普奧戰爭中屬於奧地利帝國一方的邦國：巴登大公國、巴伐利亞、漢諾威、黑森大公國、黑森-卡塞爾、拿騷、羅伊斯-格賴茨、薩克森-邁寧根、薩克森、紹姆堡-利珀、符騰堡
7. ↑  普鲁士国王此前一直兼任纳沙泰尔亲王。
8. ↑  Belzyt, Leszek. . Marburg: Herder-Inst. 1998. ISBN 978-3-87969-267-5.
9. ↑  Spencer, Charles, Blenheim, Chapter 22: Vindication, p.316
10. ↑  Statement of Abdication of William II (28 November 1918)

## 更多資料
- 劍橋德國簡史，瑪麗·富布盧克著，王軍瑋、萬方譯，左岸文化出版。
- 布蘭登堡門-德國歷史的見證 （页面存档备份，存于），於2009年8月8日查閱。
- 德意志歷史之旅II ─普魯士王國與德意志的發展 （页面存档备份，存于），於2009年8月8日查閱。
- 普魯士王國　現代德國雛形，於2009年8月8日查閱。
- -{rbb online. .   [2009-08-08]. （原始内容存档于2011-06-16）.}-
- Otto Büsch, Wolfgang Neugebauer: Moderne preussische Geschichte: 1648–1947. 3 Bände, De Gruyter Verlag, Berlin 1981, ISBN 3-11-008324-8.
- Ingrid Mittenzwei, Erika Herzfeld: Brandenburg-Preußen 1648–1789. Verlag der Nation, Berlin 1. Auflage 1987, ISBN 3-373-00004-1.